# LGV Sud-Est
La LGV Sud-Est forma part de la xarxa francesa de ferrocarrils de gran velocitat, TGV, que enllaça París i Lió. La secció Saint-Florentin - Sathonay fou inaugurada el 22 de setembre de 1981 i la secció Combs-la-Ville - Saint-Florentin el 25 de setembre de 1983.